# Тысячелистник иволистный
Тысячели́стник иволи́стный, или Тысячелистник хрящева́тый*, или Чихо́тник иволистный (лат. Achilléa salicifólia) — многолетнее травянистое растение; вид рода Тысячелистник семейства Астровые (Asteraceae), или Сложноцветные (Compositae).
- — более точно название Тысячелистник хрящева́тый относится к подвиду Achillea salicifolia subsp. salicifolia как устаревший синоним вида Achillea cartilaginea[3]

## Название
Научное название рода происходит от субстантивированной формы прилагательного женского рода к др.-греч. ἀχίλλειος (achílleios «Ахиллов»). Так в Греции называлось некое растение, которое получило своё название в честь Ахилла, Ахиллеса (Achilleus, -eos = Achílles), сына Пелея и Фетиды, мифологического героя Троянской войны, воспитанника кентавра Хирона, который применял это растение как средство, исцеляющее раны. Видовой эпитет (salicifolia от лат. salix — ива и folium — лист) закреплен Бессером В. Г. в 1838 и связан с формой листовой пластинки растения.

## Ботаническое описание

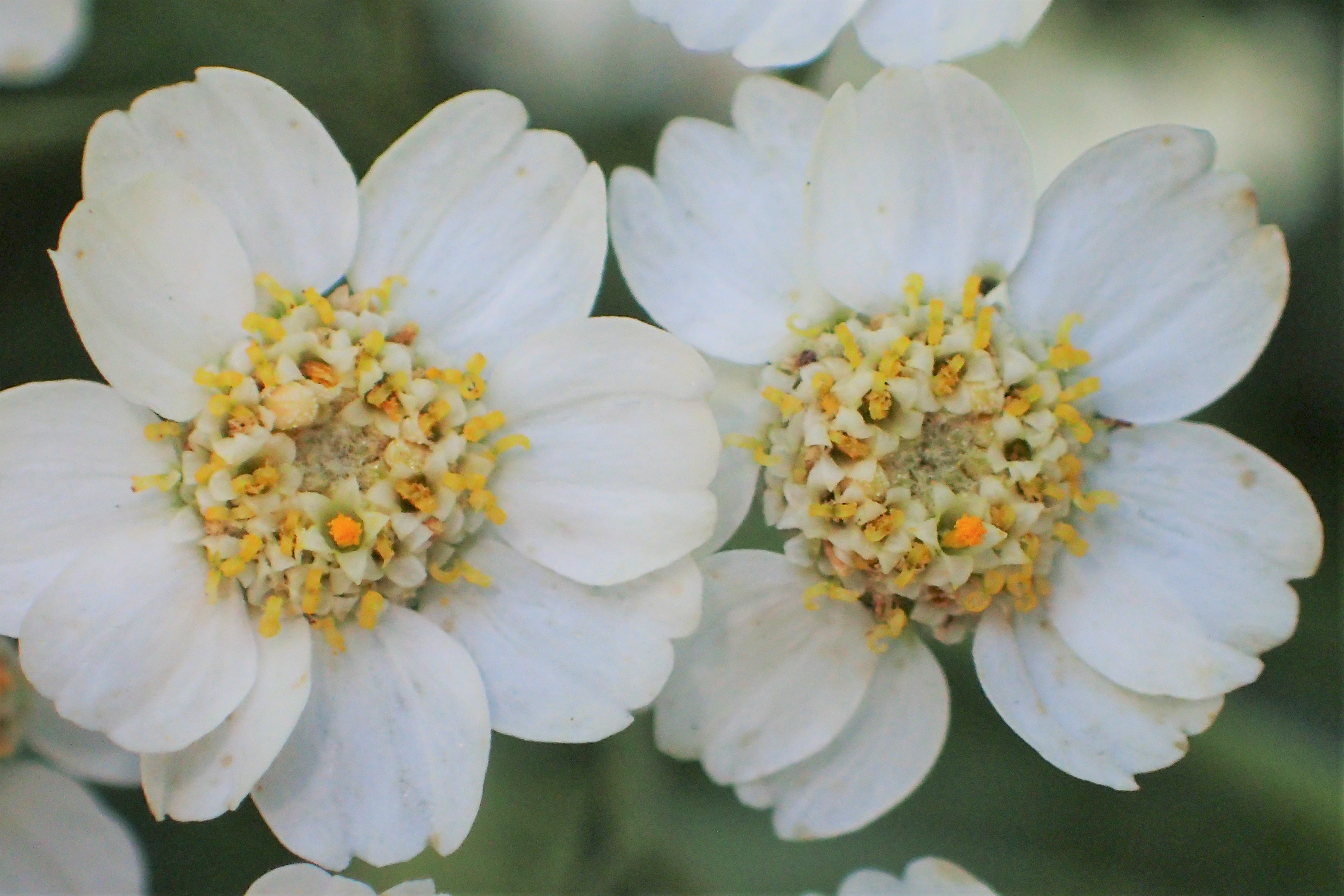
Корзинки

Многолетник со стеблем 30—100 см высотой.
Листья линейно-ланцетные, цельные, по краям зубчатые, обычно опушённые, чаще с точечными золотистыми или черными желёзками.
Корзинки обычно многочисленные, полуяйцевидные, белые, чаще с 8 (6—10) ложноязычковыми краевыми цветками, с отгибом 2—4 мм длинной. Обёртки черепитчатые, трёхрядные, 4—6 мм в диаметре, широколанцетные, желтовато-зелёные, с выступающей средней жилкой, по краю перепончатые, жёлтые или с коричневым окаймлением.
Плод — сплюснутая крылатая семянка. Цветёт в июне—сентябре, семянки созревают в июле—октябре.

## Распространение и среда обитания
Произрастает в северо-западных областях европейской части России и в Сибири, а также в качестве натурализовавшегося заносного вида на Дальнем Востоке.
Влаголюбивое растение, произрастающее на водно-болотных угодьях и берегах пресных и солоноватых водоёмов. Встречается в осветлённых лесах, в зарослях кустарников.

## Ботаническая классификация

### Таксономия[5]
Achillea salicifolia Besser, 1838, Prodr. 6: 23
Вид Тысячелистник иволистный относится к роду Тысячелистник семействa Астровые (Asteraceae) порядка Астроцветные (Asterales). Кладограмма в соответствии с Системой APG IV по состоянию на июнь 2023 года:
|  |                                      |  |                                   |                                   |                    |  | ещё 10 семейств | ещё 10 семейств |                          |  |                        |  | еще 182 подтвержденных и 182 в статусе "непроверенных" видов и инфравидовых таксонов | еще 182 подтвержденных и 182 в статусе "непроверенных" видов и инфравидовых таксонов |  |
|  |                                      |  |                                   |                                   |                    |  | ещё 10 семейств | ещё 10 семейств |                          |  |                        |  | еще 182 подтвержденных и 182 в статусе "непроверенных" видов и инфравидовых таксонов | еще 182 подтвержденных и 182 в статусе "непроверенных" видов и инфравидовых таксонов |  |
|  |                                      |  |                                   | порядок Астроцветные              |                    |  |                 |                 | род Тысячелистник        |  |                        |  |                                                                                      |                                                                                      |  |
|  |                                      |  |                                   | порядок Астроцветные              |                    |  |                 |                 | род Тысячелистник        |  | 2 инфравидовых таксона |  |                                                                                      |                                                                                      |  |
|  | отдел Цветковые, или Покрытосеменные |  |                                   |                                   | семейство Астровые |  |                 |                 | Тысячелистник иволистный |  |                        |  |                                                                                      |                                                                                      |  |
|  | отдел Цветковые, или Покрытосеменные |  |                                   |                                   |                    |  |                 |                 |                          |  |                        |  |                                                                                      |                                                                                      |  |
|  |                                      |  | ещё 63 порядка цветковых растений | ещё 63 порядка цветковых растений |                    |  |                 | ещё 1804 рода   | ещё 1804 рода            |  |                        |  |                                                                                      |                                                                                      |  |
|  |                                      |  |                                   | ещё 63 порядка цветковых растений |                    |  |                 |                 | ещё 1804 рода            |  |                        |  |                                                                                      |                                                                                      |  |

### Внутривидовые таксоны
Вид значительно варьирует по степени опушённости. Формы без точечных желёзок выделены в подвид Achillea salicifolia subsp. septentrionalis (Serg.) Uotila, который иногда рассматривается в качестве самостоятельного вида A. septentrionalis (Serg.) Botsch. = Ptarmica septentrionalis (Serg.) Klokov & Krytzka.
- Achillea salicifolia subsp. salicifolia
- Achillea salicifolia subsp. septentrionalis  (Serg.) Uotila